# 共和國代表大會
共和國代表大會（加泰隆尼亞語：Assemblea de Representants per la República），是加泰羅尼亞共和國流亡政府共和國委員會的立法機構，實行一院制。第一屆流亡議會成立于2021年。

## 議會概況
議會現時一般由121名議員組成，包括：
1. 加泰羅尼亞政黨代表（40名）；
2. 加泰羅尼亞共和國公民代表（81名）。

## 選舉

### 選民資格
凡年滿16歲的加泰羅尼亞共和國公民不論性別、宗教、家庭情況都擁有投票權。

## 外部連結
- 共和國委員會（页面存档备份，存于）
- 加泰羅尼亞政府，共和國的政府 （文）
- 捍衛流亡（页面存档备份，存于）（英文）